# ريتشارد تورنر (كاتب)
ريتشارد تورنر (بالإنجليزية: Richard Turner)‏ هو مهندس وكاتب أمريكي، ولد في 1954.